# Tangry
Tangry är en kommun i departementet Pas-de-Calais i regionen Hauts-de-France i norra Frankrike. Kommunen ligger i kantonen Heuchin som tillhör arrondissementet Arras. År 2022 hade Tangry 264 invånare.

## Befolkningsutveckling
Antalet invånare i kommunen Tangry
| Referens: INSEE |